# Lindeman Lake, norra British Columbia
Lindeman Lake är en sjö i Kanada.   Den ligger i provinsen British Columbia, i den västra delen av landet, 4 100 km väster om huvudstaden Ottawa. Lindeman Lake ligger 669 meter över havet. Arean är 4,5 kvadratkilometer. Den sträcker sig 6,1 kilometer i nord-sydlig riktning, och 4,8 kilometer i öst-västlig riktning.
Trakten runt Lindeman Lake är nära nog obefolkad, med mindre än två invånare per kvadratkilometer.